# Guerra polaco-teutónica (1519-1521)
La guerra polaco-teutónica de 1519-1521 (en alemán: Reiterkrieg, 'guerra de los jinetes'; en polaco: Wojna pruska, 'guerra prusiana') fue una guerra que enfrentó al reino de Polonia y a los Caballeros teutónicos, y concluyó con un armisticio en abril de 1521. Cuatro años más tarde, bajo el Tratado de Cracovia, parte del Estado Monástico de los Caballeros Teutónicos, de religión católica, fue secularizado y pasó a ser el ducado de Prusia. El gran maestre de la orden Alberto de Hohenzollern-Brandenburg-Ansbach se convirtió en el primer duque de Prusia al prestar homenaje Prusiano como vasallo a su tío, rey polaco Segismundo I el Viejo.

## Preludio

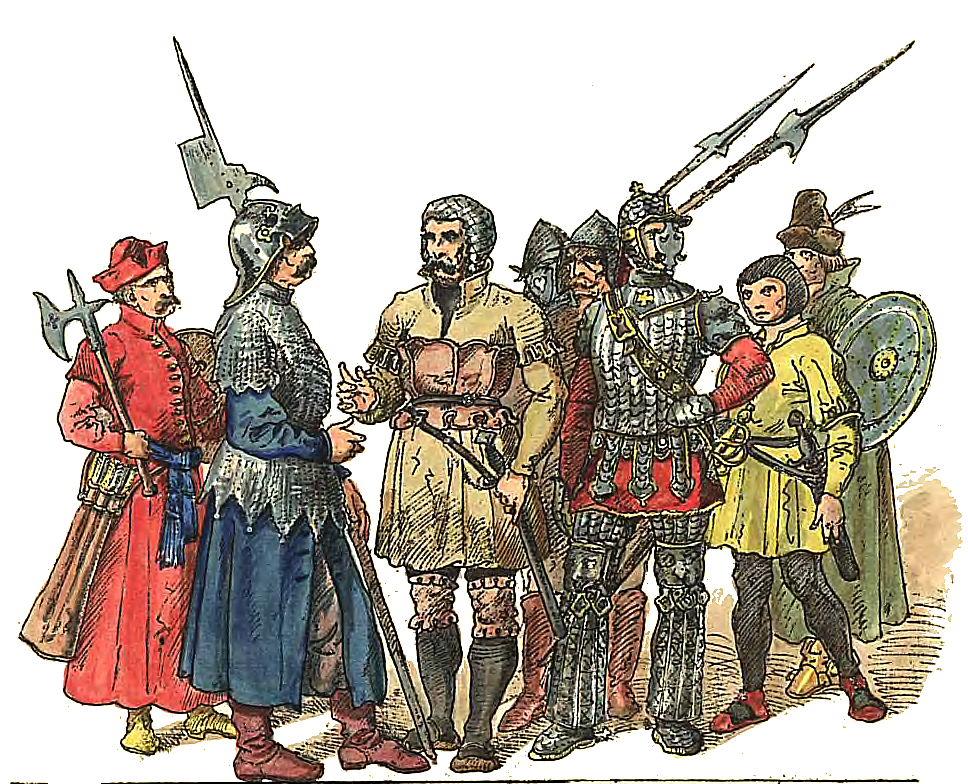
Soldados polacos del, descritos por Jan Matejko

Tras la Segunda Paz de Thorn (1466), la Orden Teutónica paso a estar bajo la suzeranía de Polonia. A finales de los años 1490, la Orden desarrolló la idea de elegir solamente a Príncipes Imperiales como Grandes Maestres, que como súbdito del Emperador, podría rehusar prestar homenaje a los Reyes de Polonia. La Orden estaba presente no sólo en Prusia, sino también en el Imperio y estaba subordinada al Sacro Emperador Romano, que había objetado desde 1501 al Duque Federico de Sajonia, Gran Maestre de la Orden y Reichsfürst, ofreciendo tributo al rey polaco.
Federico murió en diciembre de 1510, y Alberto de Hohenzollern fue elegido como su sucesor a comienzos de 1511 con la esperanza que la relación con su tío materno, Segismundo I el Viejo, Gran Duque de Lituania y Rey de Polonia, facilitaría la resolución de las disputas sobre el este de Prusia. El nuevo Gran Maestre, consciente de sus deberes con el imperio y el papado, rechazó someterse a lacorona de Polonia. Cuando la guerra sobre la existencia de la Orden parecía inevitable, Alberto realizó grandes esfuerzos para conseguir aliados y llevó a cabo negociaciones secretas con el Emperador Maximiliano I.
Mientras tanto, la Orden había buscado otros aliados. En 1512, Moscú invadió el Gran Ducado de Lituania, que se encontraba en unión personal con Polonia. La Orden debía ayudar al Ducado, pero se negó, lo que provocó la ira de Segismundo I. En 1517, la Orden firmó una alianza con Basilio III de Moscú. Alberto consideraba que tenía la fuerza suficiente de su mano y reclamó al rey polaco la devolución a la Orden de Prusia Real y Warmia, así como una gran compensación por la "ocupación polaca" de aquellos territorios. En respuesta, primero la dieta de Prusia (Landtag o sejmik), y en diciembre de 1519, el principal Sejm polaco, declararon que existía un estado de guerra entre el Reino polaco y la Orden. Lituania se negó a ayudar a Polonia, ya que estaba ocupada haciendo frente a los ataques moscovitas.

## La guerra

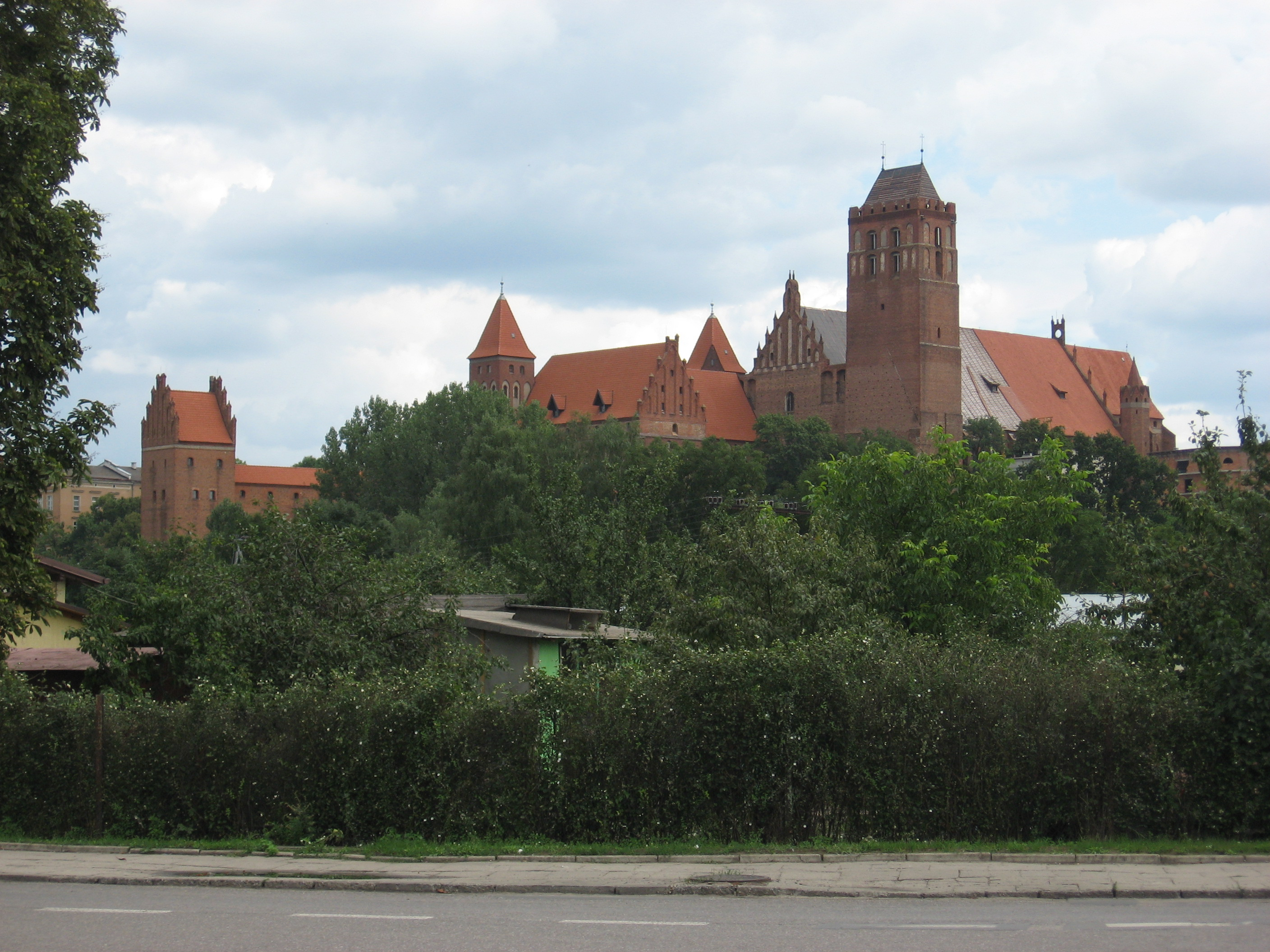
Castillo de Marienwerder, tomado por fuerzas polacas el 18 de marzo de 1520.

Fuerzas polacas dirigidas por el Hetman de la Gran Corona Mikołaj Firlej se reunieron cerca de Koło y en enero partieron hacia Pomesania y Königsberg, poniendo sitio a Marienwerder (Kwidzyn) y Preußisch Holland (Pasłęk). El asedio era lento, no obstante, ya que las fuerzas polacas carecían de potencia artillera. La flota polaca bloqueó los puertos teutónicos. Los Caballeros, mientras tanto, conquistaron la ciudad Warmia de Braunsberg (Braniewo). El ejército polaco recibió refuerzos de artillería en abril, conquistando Marienwerder y Preußisch Holland ese mes, pero no pudo recuperar Braunsberg.
La guerra aumentó de intensidad, con las fuerzas polacas del ducado de Mazovia y Gdansk atacando las fortificaciones teutónicas cercanas. Las fuerzas teutónicas estaban a la defensiva, esperando refuerzos de Alemania, que llegaron en verano de 1520. En julio, el ejército teutónico inició una ofensiva, atacando los territorios de Mazovia, Warmia y Łomżunos, asediando Lidzbark Warmińesquí. En agosto otro grupo de refuerzos alemanes atacó Gran Polonia, tomando Międzyrzecz. Los alemanes conquistaron Wałcz, Chojnice, Starogard Gdański y Tczew e iniciaron el sitio de Gdańsk, pero retrocedieron ante la llegada de tropas polacas y acuciados por problemas financieros (los refuerzos alemanes, mercenarios en su mayoría, se negaron a luchar hasta haber cobrado). Los polacos reconquistaron Tczew, Starogard y Chojnice. Los Caballeros Teutónicos retrocedieron hacia Oliwa y Puck, perseguidos por las fuerzas polacas. El banco polaco se vio entonces envuelto en dificultades financieras, y los "pospolite ruszenie" estaban agotados. Los Caballeros teutónicos aprovecharon la situación y lanzaron una contraofensiva, tomando Nowe Miasto Lubawskie y acercándose a Płock y Olsztyn. Olsztyn fue exitosamente defendido por los Polacos bajo el mando de Nicolás Copérnico.
En ese momento, el Imperio otomano invadió Hungría, y el nuevo Emperador, Carlos V, reclamó a los Caballeros teutónicos y a los polacos el cese de hostilidades y su ayuda en la defensa de Europa contra los infieles. Ambos bandos, cansados de la guerra, firmaron un armisticio el 5 de abril de 1521 en el Compromiso de Toruń.

## Consecuencias

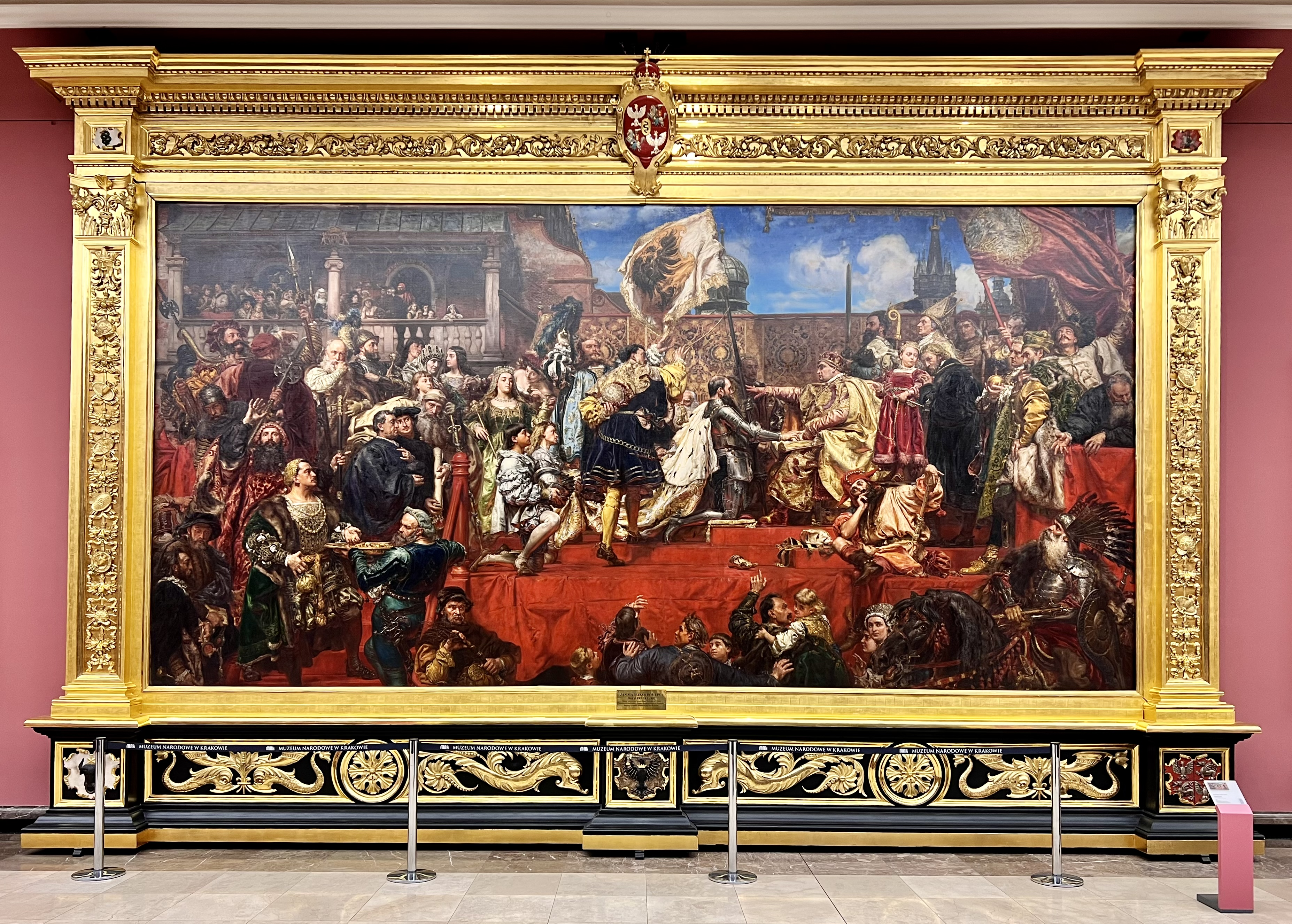
El Homenaje Prusiano de Jan Mateiko

Durante la tregua de cuatro años, la disputa fue remitida al emperador Carlos V y a otros príncipes, pero no se llegó a ningún acuerdo. Alberto continuó sus esfuerzos para obtener ayuda en vista del fin inevitable de la tregua.
Finalmente, en Wittenberg, Alberto se reunió con Martín Lutero que le aconsejó abandonar las reglas de su Orden, casarse y convertir Prusia en un ducado hereditario para él. Alberto accedió y se convirtió al luteranismo en 1525. Dimitió de su cargo de Gran Mestre para asumir de su tío Segismundo el Viejo el Homenaje Prusiano, los derechos hereditarios del ahora secularizado ducado de Prusia, como vasallo de la Corona polaca. El Landtag prusiano se reunió en Königsberg, donde los "Stände", dirigidos por el influyente Obispo de Samland Georg von Polenz, abrazó tanto al nuevo duque como a la Reforma protestante. De esta forma, la Orden fue desmantelada después de hacer frente durante un siglo a la oposición de la Confederación Prusiana. La Orden eligió un nuevo Gran Maestre que intentó evitar la pérdida de poder en Prusia por medios políticos, pero nunca podría recuperar su influencia.